# 不当党産処理委員会
不当党産処理委員会（ふとうとうさんしょり-いいんかい、繁体字：不當黨產處理委員會、略称：黨產會、党産会）は中華民国行政院に属する独立行政委員会で、「政党及びその関連組織による不適切に取得された財産の取り扱いに関する条例」に基づき、台湾の戒厳令期間における中華民国政党の財産（主な対象は中国国民党及び関連組織が「不当に取得した」とされる資産）の調査、返還、回収、権利回復を任務として、2016年8月31日に設置された。
台湾の戒厳令期間における不正を正し、正義を追求するために蔡英文政権によって創設された。1987年7月15日（台湾の戒厳令が解除された日）以前に動員戡乱時期人民団体法（中国語：動員戡亂時期人民團體法）に基づいて設立された10の政党（中国国民党、中国青年党、中国民主社会党、中国新社会党、中国中和党、民主進歩党、青年中国党、中国民主青年党、民主行動党、中国中青党）およびこれらの政党の関連組織。 これらの政党の関連組織の管財人は、党の財産を委員会に申告することが義務付けられている。

## 指定組織
下記の組織は財産の国家への返還請求を受けたほか、「国民党の付随組織」であると認定されている。
- 中国青年救国団（中国青年反共救国団、救国団）
- 中華民国婦女連合会（中華婦女反共抗俄連合会）
- 中華救助総会（中国大陸災胞救済総会）
- 中影公司（中央電影事業公司）
- 中国広播公司
- 中央投資公司
- 欣裕台公司